# Кулюшево
Кулю́шево (рос. Кулюшево, удм. Кулюшево) — село у складі Каракулинського району Удмуртії, Росія.
Населення — 324 особи (2010; 398 у 2002).
Національний склад:
- росіяни — 88 %